# Rhampholeon spectrum
Espèce
Synonymes
- Chamaeleo spectrum Buchholz, 1874
- Rhampholeon affinis Steindachner, 1911

Statut de conservation UICN

 LC  : Préoccupation mineure
Rhampholeon spectrum est une espèce de sauriens de la famille des Chamaeleonidae.

## Répartition
Cette espèce se rencontre au Cameroun, à Bioko, au Gabon, au Congo-Brazzaville et en Centrafrique.

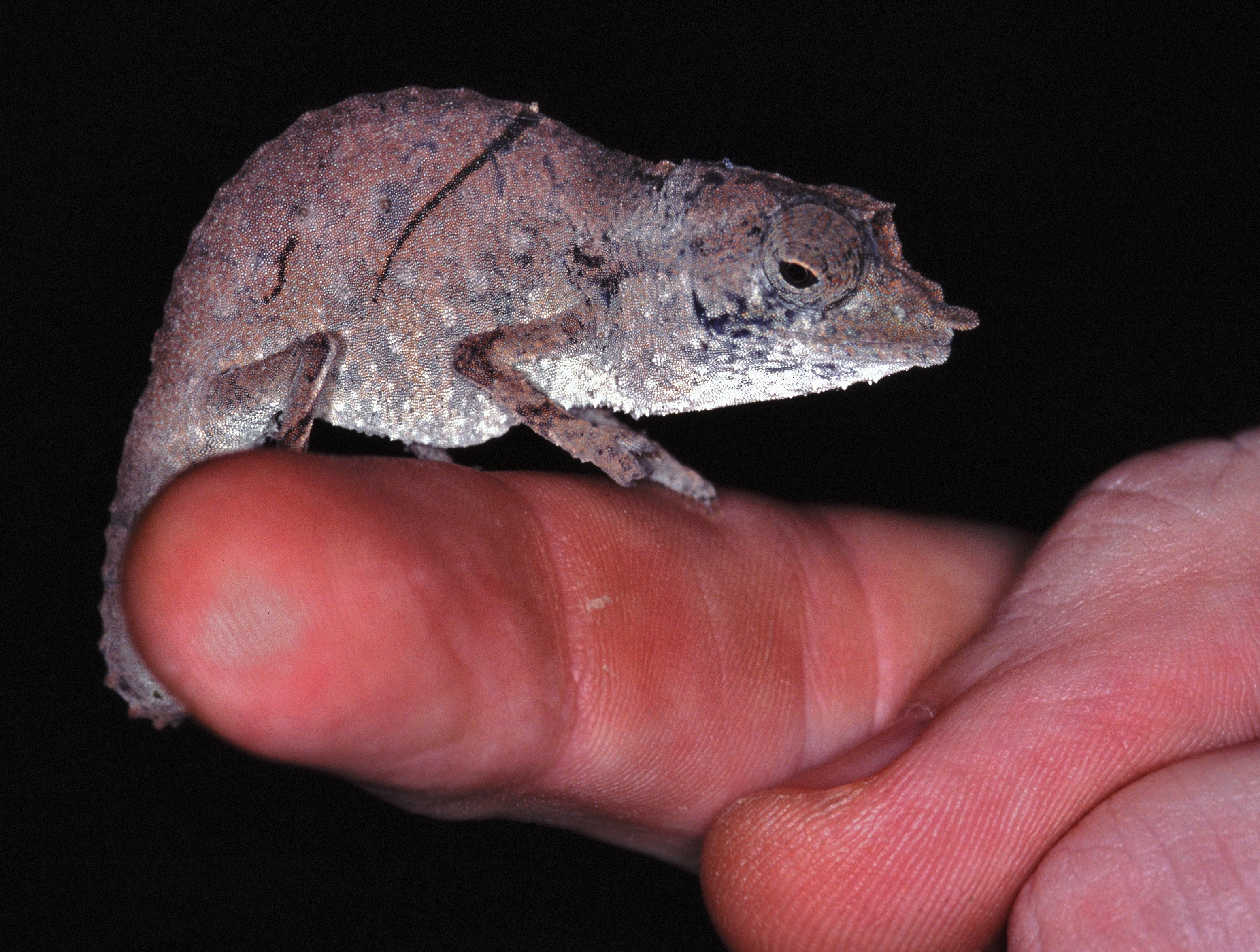

## Publication originale
- Buchholz, 1874 : 20 April. Sitzung der physikalisch-mathematischen Klasse. Monatsberichte der Königlichen preussischen Akademie der Wissenschaften zu Berlin, vol. 1874, p. 298-301 (texte intégral).